# Thetis Bay
Die USS Thetis Bay (CVE-90/CVHA-1/LPH-6) war ein im April 1944 in Dienst gestellter Geleitflugzeugträger der United States Navy. Das Schiff gehörte der Casablanca-Klasse an und war während des Zweiten Weltkriegs im Einsatz, ehe es ab 1946 in der Reserveflotte lag. 1956 folgte eine erneute Indienststellung als Hubschrauberträger und ab 1959 als Amphibisches Angriffsschiff. 1964 wurde die Thetis Bay endgültig ausgemustert und im selben Jahr abgewrackt.

## Geschichte

### Zweiter Weltkrieg

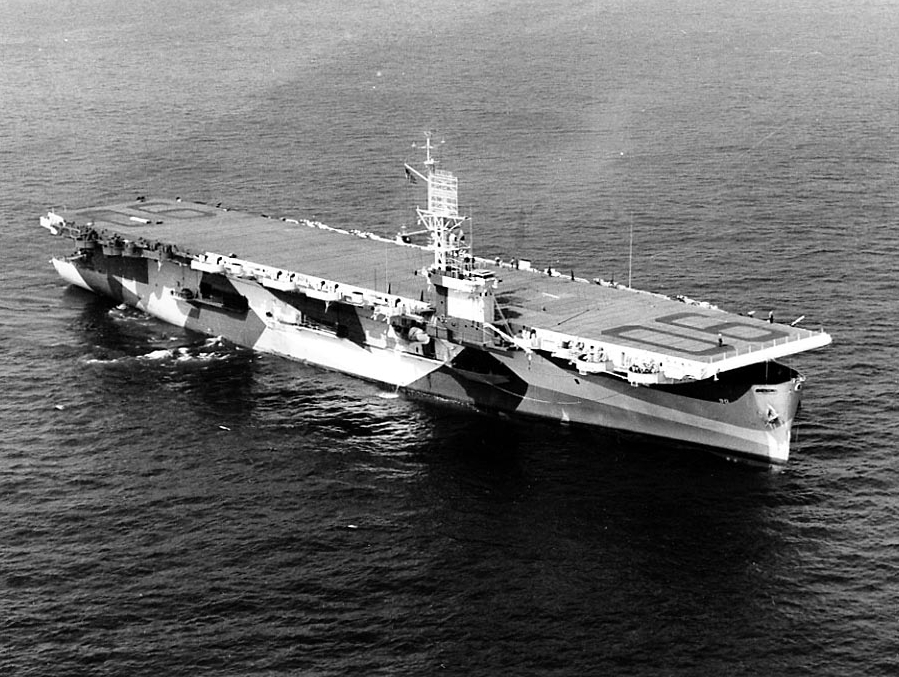
Die Thetis Bay im August 1944

Die Thetis Bay wurde am 22. Dezember 1943 in der Werft der Kaiser Shipyards in Vancouver (Washington) auf Kiel gelegt, lief am 16. März 1944 vom Stapel und wurde nur einen knappen Monat später am 12. April desselben Jahres unter dem Kommando von Captain Donald E. Wilcox in Dienst gestellt.
Nach Testfahrten vor San Diego wurde das Schiff ab Juni 1944 für den Transport von Flugzeugen und Truppen nach Pearl Harbor, Makin, Majuro und Kwajalein. Im Anschluss hierauf transportierte die Thetis Bay reparaturbedürftige Flugzeuge nach Alameda und wurde nach einem Werftaufenthalt ab September 1945 zum Transport von Ersatzteilen für Flugzeuge genutzt. Zudem unternahm das Schiff mehrere Rundreisen zu verschiedenen Zielen wie Hawaii oder Neuguinea.
Ab Juli 1945 war die Thetis Bay Teil der Task Force 38, für die sie als Versorgungsschiff sowie als Flugzeugtransporter zwischen Guam und Apra Harbor zur Verfügung stand. Dieser Einsatz dauerte bis September 1945. Anschließend beförderte das Schiff nach Kriegsende im Rahmen der Operation Magic Carpet Truppen zurück in die Vereinigten Staaten. Dieser vorerst letzte Einsatz des Trägers war im Januar 1946 beendet. Im August 1946 wurde die Thetis Bay ausgemustert und zur Reserveflotte nach Bremerton überführt.

### Reaktivierung

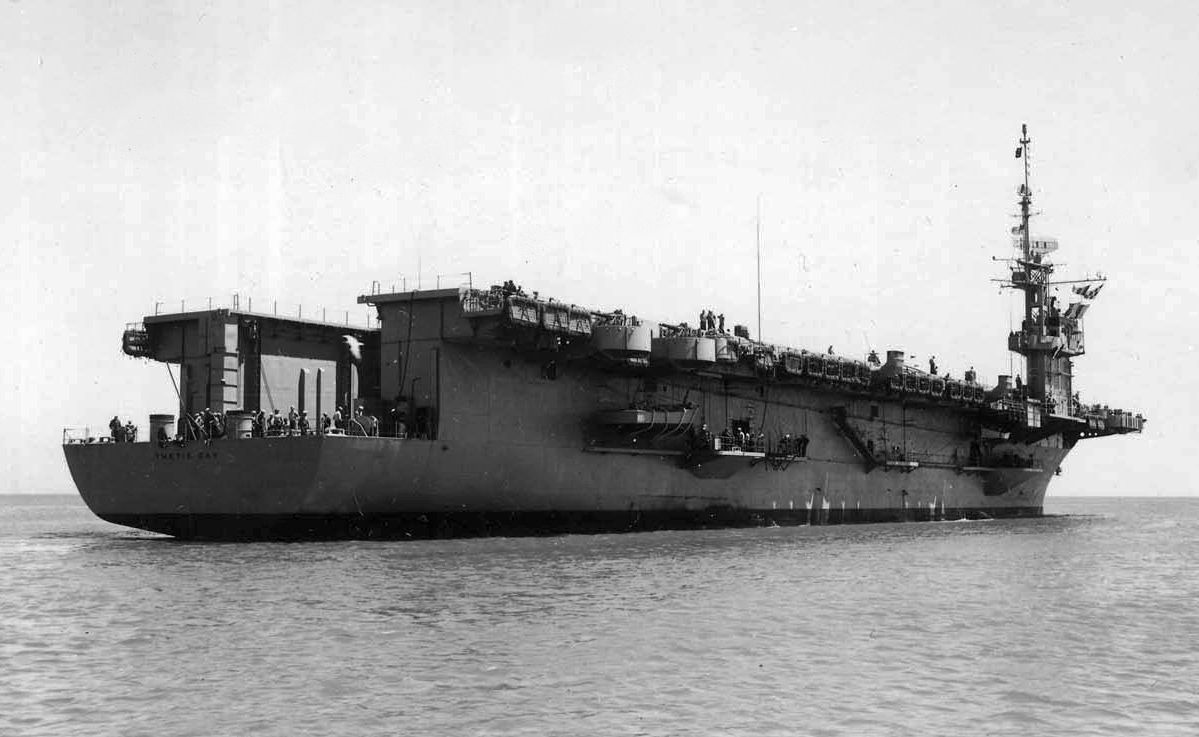
Die Thetis Bay als Hubschrauberträger (1956)

Ab Mai 1955 wurde das Schiff in der San Francisco Naval Shipyard für den Einsatz als Hubschrauberträger mit der Kennung (CVHA-1) umgebaut. Die erneute Indienststellung erfolgte am 20. Juli 1956 unter dem Kommando von Thomas W. South II. Heimathafen wurde Long Beach (Kalifornien). Nach mehreren Übungseinsätzen vor der Küste Kaliforniens unternahm die Thetis Bay von Juli bis Dezember 1957 eine Reise nach Fernost, ehe sie wieder vor Kalifornien im Einsatz war. 
Seit 1959 war der ehemalige Träger als Amphibisches Angriffsschiff mit der Kennung (LPH-6) gelistet. In den folgenden Jahren stand die Thetis Bay für Übungen im Atlantik und in der Karibik im Einsatz. Zudem leistete sie im September 1963 humanitäre Hilfe nach Hurrikan Flora in Haiti. Den wohl wichtigsten Einsatz hatte das Schiff im Oktober 1962 als Teil der bereitstehenden US-Flotte während der Kubakrise. 
Am 1. März 1964 wurde die 20 Jahre alte Thetis Bay endgültig ausgemustert und noch im Dezember desselben Jahres zum Abbruch an die Peck Iron & Metal Company in Portsmouth (Virginia) verkauft. Für ihre Verdienste während des Zweiten Weltkriegs erhielt sie einen Battle Star.